# Lijst van zeeslagen
Dit is een lijst van zeeslagen, chronologisch geordend.
Vet weergegeven zijn beslissende zeeslagen, die een keerpunt in de geschiedenis betekend hebben.

## 5e eeuw v.Chr.
- 494 v.Chr. – Slag bij Lade

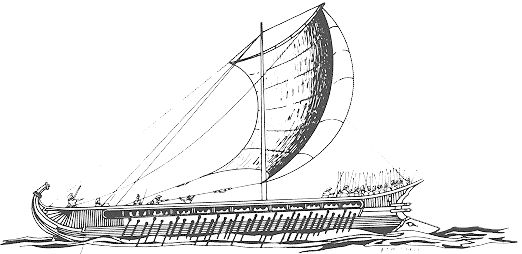
Griekse trireem

- 480 v.Chr. – Slag bij Artemisium – De Grieken onder de Spartaan Eurybiades strijden met de Perzische vloot van koning Xerxes I, volgens de traditie op dezelfde dag als de Slag bij Thermopylae – De slag eindigt onbeslist
- 480 v.Chr. – Slag bij Salamis – De Grieken onder Themistocles vernietigen de Perzische vloot van koning Xerxes I, die daarop zijn plan tot verovering van Griekenland moet opgeven
- 466 v.Chr. – Slag bij de Eurymedon – De Delische Bond geleid door Athene onder Cimon verslaat de Perzische vloot aan de rivier de Eurymedon in Pamphylië
- 433 v.Chr. – Slag bij Sybota – Corcyra en Athene vernietigen de Korinthische vloot
- 429 v.Chr. – Slag bij Kaap Rhium – Athene verslaat een Peloponnesische vloot
- 429 v.Chr. – Slag bij Naupaktos - Athene verslaat opnieuw de Peloponnesiërs
- 425 v.Chr. – Slag bij Pylos – De Atheners onder Demosthenes dwingen de Spartaanse vloot te capituleren

## 4e eeuw v.Chr.
- 394 v.Chr. – Slag bij Cnidus – Een Perzische vloot onder de Athener Conon verslaat Sparta

## 3e eeuw v.Chr.
- 260 v.Chr. – Slag bij Mylae – De Romeinen verslaan de vloot van Carthago en verwerven zo het maritiem overwicht in de Middellandse Zee, die zij later omdopen tot Mare Nostrum (Onze Zee)
- 260 v.Chr. – Slag bij de Liparische eilanden – Eerste zeeslag tussen Carthago en de Romeinse Republiek in de Eerste Punische Oorlog
- 258 v.Chr. – Slag bij Sulci – Een kleine overwinning voor de Romeinen onder Gaius Sulpicius Paterculus
- 257 v.Chr. – Slag bij Tyndaris – Romeinse overwinning in de Eerste Punische Oorlog. Hiero II van Syracuse wordt bondgenoot van de Romeinen
- 256 v.Chr. – Slag bij Kaap Ecnomus – De grootste zeeslag qua schepen en mannen uit de Eerste Punische Oorlog
- 201 v.Chr. – Slag bij Chios – Rhodos en Pergamon verslaan Macedonië, de eerste nederlaag van Philippos V van Macedonië in de Egeïsche Zee
- 10 maart 241 v.Chr. – Slag bij de Egadische Eilanden – Vernietigende nederlaag voor Carthago. Dit betekende het einde van de Eerste Punische Oorlog

## 1e eeuw v.Chr.

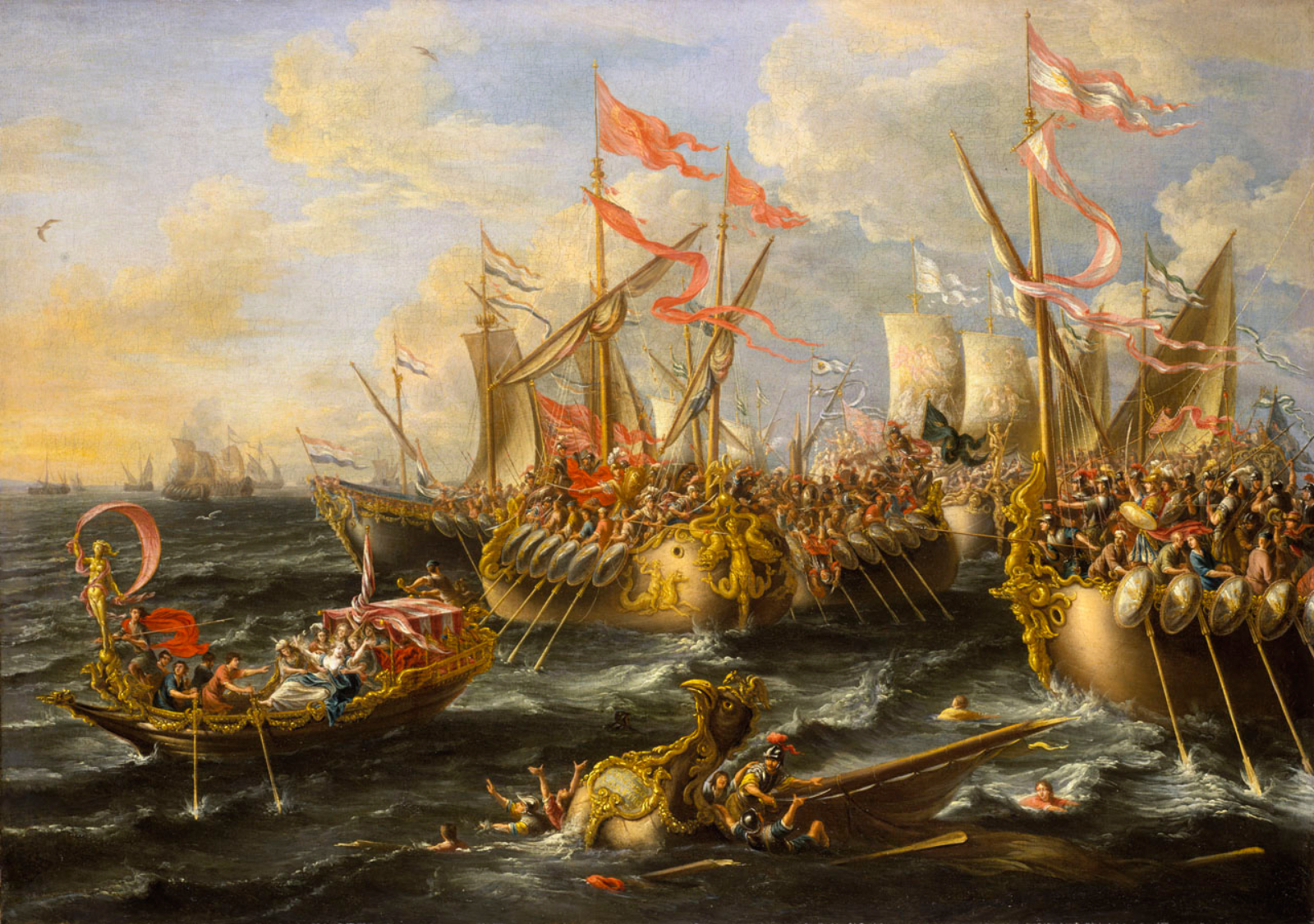
Slag bij Actium

- 36 v.Chr. – Slag bij Naulochus – Sextus Pompeius wordt verslagen door Marcus Vipsanius Agrippa
- 31 v.Chr. – 2 september – Slag bij Actium – Octavianus (later bekend als eerste Romeinse keizer Augustus) verslaat Marcus Antonius definitief – Deze zeeslag markeert het einde van de Romeinse Republiek en het begin van het Romeinse Keizerrijk

## 3e eeuw
- 208 – Slag bij de Rode Muur – Een kleine vloot verslaat met branders een veel grotere, einde van de Han-dynastie

## 4e eeuw
- 324 – Slag bij de Hellespont – Zeeslag uit de tijd van Constantijn I

## 5e eeuw
- 468 – Slag bij Kaap Bon – Treffen tussen Byzantijnse vloot en Vandalenvloot voor de kust van het huidige Tunesië

## 10e eeuw
- 999 – Slag bij Svolder – Zeeslag tussen Deense en Zweedse Vikingen enerzijds en de Noorse Vikingen anderzijds

## 13e eeuw
- 1241 3 mei – Eerste Slag bij het Italiaanse eiland Meloria – De vloot van keizer Frederik II verslaat in alliantie met de Republiek Pisa de vloot van de republiek Genua
- 1279 – Slag bij Yamen – De kleinere Mongoolse vloot verslaat de vloot van 1000 schepen van de Song-dynastie en heerst over heel China
- 1284 6 augustus – Tweede Slag bij Meloria – De republiek Genua verslaat de Republiek Pisa en maakt een eind aan diens zeemacht

## 14e eeuw
- 1304 10-11 augustus – Slag bij Zierikzee – Frans-Hollandse overwinning onder leiding van Reinier Grimaldi over Vlaanderen.
- 1340 24 juni – Slag bij Sluis – Koning Hendrik III van Engeland bracht met zijn vloot de Franse vloot tot zinken bij het Zwin
- 1351 juni – Slag bij Veere – De Hoeken verslaan de Kabeljauwen bij Veere tijdens de Hoekse en Kabeljauwse twisten
- 1351 4 juli – Slag bij Zwartewaal – De Kabeljauwen winnen van de Hoeken bij Zwartewaal
- 1363 30 augustus – 4 oktober – Zeeslag op het Poyangmeer – De 200.000 Ming onder Hongwu verslaan 650.000 Han, begin van de Ming-dynastie

## 16e eeuw

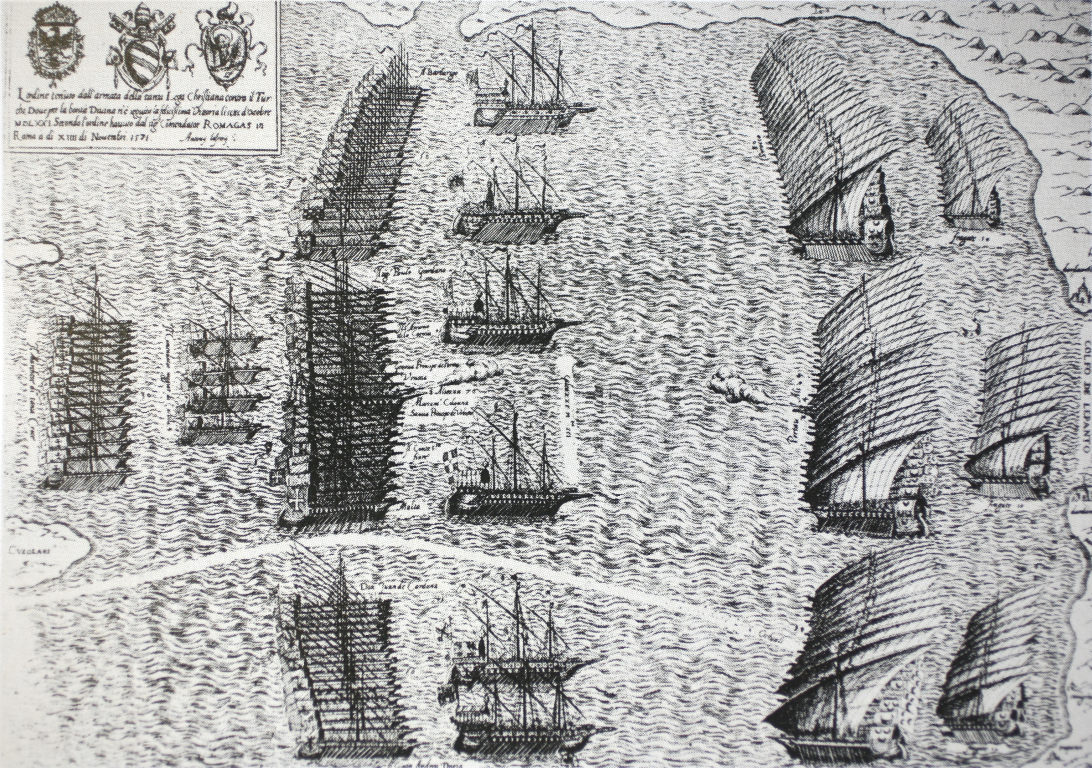
Slag bij Lepanto

- 1568 7 juli – Slag op de Eems – De watergeuzen onder Jan Abels en Diederik Sonoy, verslaan een koningsgetrouwe Hollandse vloot onder Frans van Boschhuyzen
- 1571 7 oktober – Slag bij Lepanto – De verenigde vloten van paus Pius V en die van Spanje, Venetië, Malta en Genua verslaan de Turken – Dit was de laatste zeeslag waarin galeien een belangrijke rol speelden; hierna waren zeilschepen dominant
- 1573 17 april – Slag bij Vlissingen
- 1573 22 april – Slag bij Borsele
- 1573 26 mei – Slag op het Haarlemmermeer – Maximiliaan van Hénin-Liétard verslaat een geuzenvloot onder admiraal Marinus Brandt – Hierdoor valt Haarlem in juni 1573 in regeringshanden
- 1573 11 oktober – Slag op de Zuiderzee
- 1574 29 januari – Slag bij Reimerswaal – De watergeuzen onder leiding van luitenant-admiraal van Holland en Zeeland Lodewijk Boisot, heer van Ruart, en Joos de Moor verslaan een koninklijke vloot onder de admiraals De Glimes en Julian Romero, die de blokkade van Middelburg trachtten te breken – Hierna was Middelburg genoodzaakt om op 8 februari 1574 de zijde van de prins te kiezen
- 1574 30 mei – Slag bij Lillo
- 1588 29 juli – Armada – De Spaanse "onoverwinnelijke" vloot wordt vernietigd door de zeilschepen van Engeland, Nederland en de elementen – Deze zeeslag betekent het einde van de Spaanse hegemonie op zee en het begin van de periode van Nederland als maritieme supermacht

## 17e eeuw
- 1601 – Slag bij Bantam – Een Nederlandse expeditievloot naar de Molukken onder Wolfert Harmensz. verslaat een Portugese armada, ondanks het feit dat de Portugezen een grote numerieke overmacht hebben
- 1602 – Slag in het Kanaal – Admiraal Johan van Duvenvoorde verslaat een Spaanse galeienvloot onder Frederico Spinola
- 1603 26 mei – Slag bij Sluis – Galeienzeeslag op de Westerschelde Joost de Moor verslaat en doodt Federico Spinola
- 1607 25 april – Slag bij Gibraltar – Zeeslag tussen de Nederlanden en Spanje
- 1627 28 november – Slag bij Oliwa
- 1628 8 september – Slag in de Baai van Matanzas – Piet Hein maakt zestien Spaanse schepen buit (verovering van de Zilvervloot)
- 1631 12 september – Slag op het Slaak – Een Staatse vloot onder de Zeeuwse viceadmiraal Marinus Hollaer verslaat een Spaanse invasievloot in Zeeland – Circa 60 Spaanse schepen gaan verloren
- 1639 21 oktober – Slag bij Duins
- 1647 10 juni – Zeeslag bij Puerto de Cavite

### Eerste Engels-Nederlandse Oorlog
- 1652 29 mei – Slag bij Dover (Battle of Goodwin Sands)
- 1652 26 augustus – Slag bij Plymouth
- 1652 8 september – Slag bij Elba (Battle of Monte Cristo)
- 1652 8 oktober – Slag bij de Hoofden (Battle of Kentish Knock)
- 1652 10 december – Slag bij de Singels (Battle of Dungeness)
- 1653 28 februari – 2 maart – Driedaagse Zeeslag (Battle of Portland)
- 1653 14 maart – Slag bij Livorno
- 1653 8-10 augustus – Slag bij Ter Heijde (Battle of Scheveningen)

### Zweeds-Nederlandse Oorlog
- 1658 8 november – Slag in de Sont – Witte de With sneuvelt

### Tweede Engels-Nederlandse Oorlog
- 1665 13 juni – Slag bij Lowestoft
- 1665 12 augustus – Slag in de Baai van Bergen
- 1666 11 juni – 14 juni – Vierdaagse Zeeslag
- 1666 4 augustus – 5 augustus – Tweedaagse Zeeslag (St James's Day)
- 1667 juni – Tocht naar Chatham (Raid on the Medway) – De Nederlanders maken het Engelse vlaggenschip HMS Royal Charles buit

### Derde Engels-Nederlandse Oorlog
- 1672 7 juni – Slag bij Solebay
- 1673 7 juni – Eerste Slag bij Schooneveld
- 1673 14 juni – Tweede Slag bij Schooneveld
- 1673 21 augustus – Slag bij Kijkduin (Battle of Texel)
- 1676 april – Slag bij de Etna – Michiel de Ruyter komt hierbij om

### Na de Engelse oorlogen
- 1690 30 juni – Slag bij Beachy Head – De Fransen verslaan een gezamenlijke Engels-Nederlandse vloot
- 1692 29 mei en 4 juni – Zeeslagen bij Barfleur en La Hougue – Overwinning voor de Engels-Nederlandse vloot. De Fransen verliezen 15 schepen. Aantal doden en gewonden aan Engels-Nederlandse kant bedraagt echter bijna 5.000

## 18e eeuw
- 1704 24 augustus - Zeeslag bij Málaga - Tijdens de Spaanse Successieoorlog, tussen de Engels-Nederlandse vloot en de Franse vloot
- 1781 16 april – Slag bij Kaapverdië – De Franse admiraal Pierre André de Suffren beschadigt een Engels eskader
- 1781 5 augustus – Slag bij de Doggersbank – De enige zeeslag in de Vierde Engels-Nederlandse Oorlog
- 1781 5 september – Slag van de Chesapeake – De Franse vloot voorkomt dat de Britse vloot de Engelse troepen bij Yorktown bevoorraadt; die moeten capituleren en zodoende worden de Verenigde Staten onafhankelijk
- 1782 17 februari – Slag bij Sadras – Een Frans eskader van 12 schepen onder Suffren ontmoet een Engels eskader van 9 schepen onder admiraal Edward Hughes
- 1782 12 april – Slag bij Providion – Franse en Engelse vloten leveren slag zonder een beslissende afloop
- 1782 6 juli – Slag bij Negapatam – Onbeslist eindigende slag tussen Engelse en Franse vloten
- 1782 13 september – Slag bij Trincomalee – Een Engelse vloot brengt schade toe aan een Franse vloot, maar trekt zich terug
- 1783 20 juni – Slag bij Cuddalore – De Franse vloot verdrijft de Engelse vloot bij de kust van Cuddalore
- 1797 11 oktober – Zeeslag bij Kamperduin – Slag tussen de Engelse vloot en een vloot van de Bataafse republiek
- 1798 1 augustus – Slag op de Nijl (Aboukir Bay) – De Britten onder Nelson vernietigen de Franse vloot in Egypte

## 19e eeuw

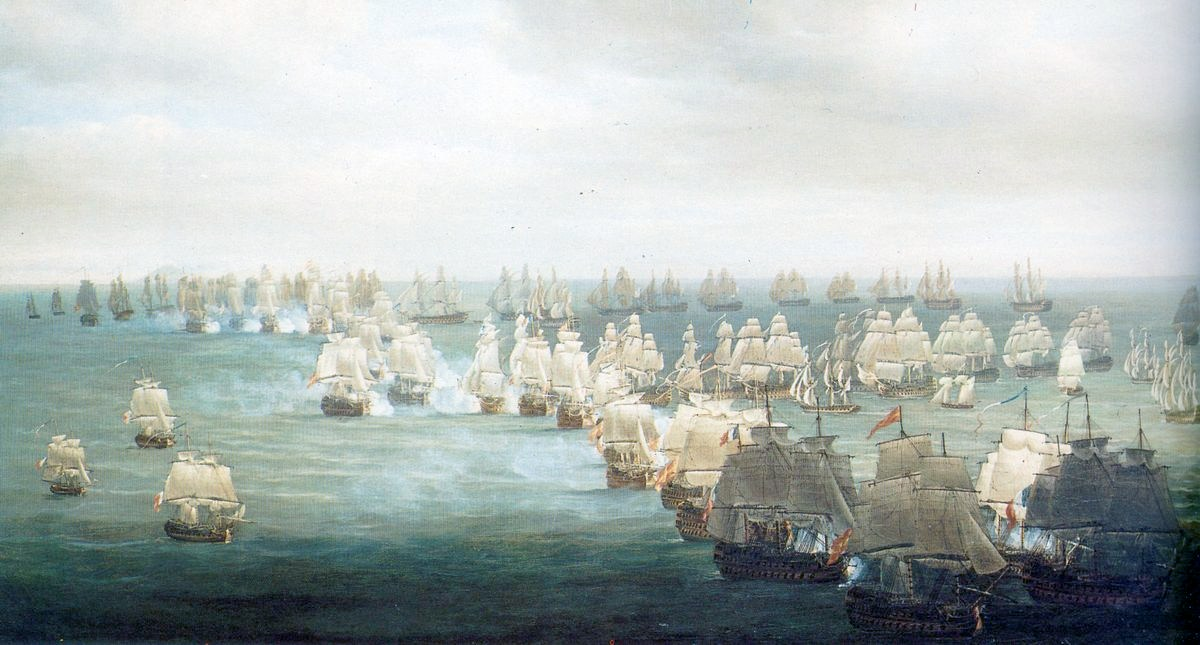
Begin van de Slag bij Trafalgar

- 1801 5 april – Zeeslag bij Kopenhagen – De Britten onder Nelson vernietigen Deense schepen op de rede van Kopenhagen om te voorkomen dat ze in Franse handen vallen.
- 1801 6 juli – Eerste Zeeslag bij Algeciras – Franse overwinning op de Britten
- 1801 12 juli – Tweede Zeeslag bij Algeciras – Britse overwinning op Fransen en Spanjaarden
- 1803 oktober 1803 tot september 1804 – Zeeslag in de haven van Tripoli – Onbesliste slag tussen de V.S. en de piraten van Barbarije
- 1805 21 oktober – Zeeslag bij Trafalgar – De Britse Royal Navy onder leiding van Horatio Nelson verslaat een Frans/Spaanse vloot, die daarna door storm verder vernietigd wordt – Napoleon kon een invasie van Engeland nu wel vergeten – Deze zeeslag is het begin van meer dan een eeuw Britse hegemonie over de wereldzeeën
- 1807 10-11 mei – Slag bij de Dardanellen – Onsuccesvolle Turkse poging om de Russische blokkade rond Istanboel te breken
- 1807 30 juni – Slag bij Athos – Russische vloot verslaat de Turkse vloot in de Egeïsche Zee
- 1807 2 september – 7 september – Tweede zeeslag bij Kopenhagen – Britse vloot vernietigt Deense vloot
- 1808 22 maart – Zeeslag bij Zealand – Britse vloot verslaat de Deens-Noorse vloot
- 1811 13 maart – Slag bij Lissa – Britse overwinning op Frans eskader
- 1811 27 maart – Slag bij Anholt – Britse overwinning op de Noren en de Denen
- 1812 12 juli – Slag bij Lingor – Britse overwinning. Deens fregat wordt tot zinker gebracht
- 1812 19 juli – Eerste slag bij Sackett's Harbor – V.S. slaan Britse aanval af
- 1813 1 juni – Slag om Boston Harbor – HMS Shannon verovert USS Chesapeake
- 1813 10 september – Slag op het Eriemeer – Britse vloot wordt verslagen
- 1814 11 september – Slag op het meer van Champlain – Amerikaanse overwinning op Brits eskader
- 1816 27 augustus – Bombardement van Algiers – Britse en Nederlandse schepen vallen de piraten van Barbarije aan
- 1822 18-19 juni – Slag om Chios – Griekse vloot onder Konstantijn Kanaris verslaat Ottomaanse vloot onder Dramali Pasha
- 1827 7 april – 8 april – Slag bij Monte Santiago – Argentijnse aanval op Braziliaans eskader. De Argentijnen worden verslagen
- 1827 20 oktober – Slag bij Navarino – Een gezamenlijke Brits, Frans, Russische vloot verslaan Ottomaans-Egyptische vloot nabij de Griekse kust
- 1828 28 augustus – Slag in de Baai van Praia – Portugese opstandelingen worden verslaan door loyalistische vloot
- 1833 5 juli – Slag bij Kaap Sint-Vincent – Britse vloot vernietigt Portugese vloot
- 1862 10 februari – Vernietiging van de Mosquito vloot
- 1862 9 maart – Gevecht om Hampton Roads – De eerste zeeslag tussen gepantserde stoomschepen.
- 1862 15 mei – Slag bij Drewry's Bluff – Geconfedereerde artellerie slaat Noordelijke vlootaanval af
- 1862 6 juni – Slag om Memphis – Noordelijken veroveren de stad
- 1862 17 juni – Slag bij Saint Charles – De “”USS Mound City”” wordt geraakt door een kustbatterij en ontploft
- 1862 30 juni – 1 juli – Slag bij Tampa – Beschieting van Zuidelijke haven
- 1863 29 april – Slag bij Grand Gulf – Onsuccesvolle maritieme aanval door troepen van Grant
- 1864 5 mei – Slag bij Albemarle – Onbesliste zeeslag tijdens Amerikaanse Burgeroorlog
- 1864 19 juni – Vergaan van de CSS Alabama – Tot zinken gebracht door de USS Kearsarge
- 1898 1 mei – Slag in de Baai van Manilla – De Amerikaanse pantserkruisers vernietigen de Spaanse vloot bij de Filipijnen

## 20e eeuw
- 1905 27-28 mei – Slag bij Tsushima – Japan vernietigt de Russische Oostzeevloot, die vanaf Sint-Petersburg probeerde Vladivostok te bereiken. Dit betekent het einde van de Russisch-Japanse Oorlog – Het is de eerste keer in de geschiedenis dat een niet-westers land een westerse marine verslaat

### Eerste Wereldoorlog

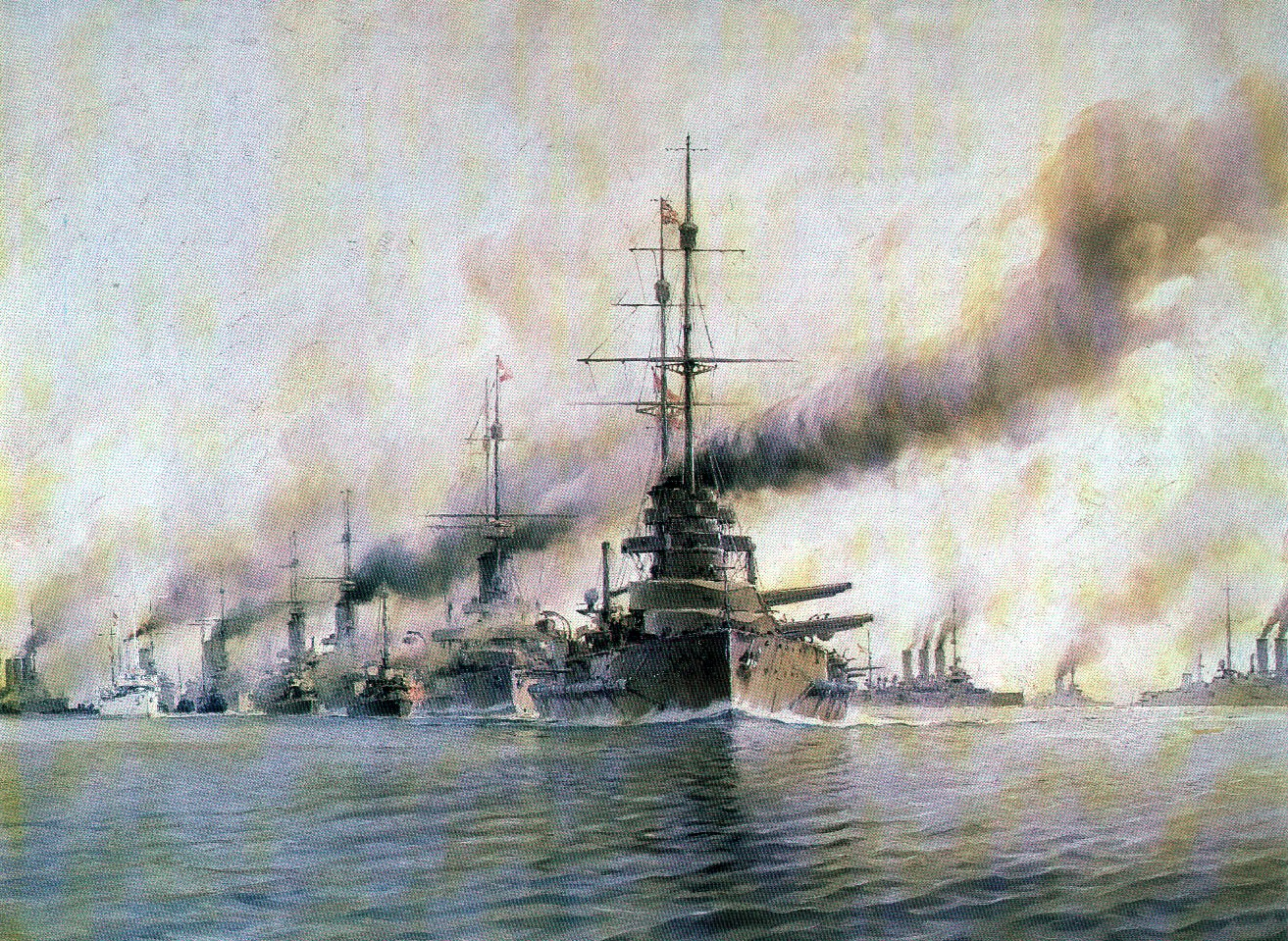
De Britse Grand Fleet

- 1914-1918 – Eerste Slag om de Atlantische Oceaan
  - 28 augustus 1914 – Slag bij Helgoland
  - 22 september 1914 – Zeeslag van 22 september 1914 – voor de Nederlandse kust
  - 24-25 januari 1915 – Slag bij de Doggersbank (1915)
  - 31 mei – 1 juni 1916 – Zeeslag bij Jutland – De grootste, onbesliste, zeeslag uit de Eerste Wereldoorlog
  - 17 november 1917 – Tweede Slag bij Helgoland – Poging van de Duitsers om blokkade van Wilhelmshaven te breken
  - 23 april 1918 – Eerste aanval op de haven van Oostende – Poging om Duitse onderzeeboten uit Brugge te blokkeren
  - 9 mei 1918 – Tweede aanval op de haven van Oostende – Idem
- 1914 30 juli – Achtervolging van SMS Goeben en SMS Breslau – Sleepte Turkije mee in de oorlog
- 1914 1 november – Slag bij Coronel – De eerste verloren slag voor de Britten in 100 jaar
- 1914 8 december – Slag bij de Falklands – Wraak van de Britten
- 1915 28 december – Slag bij Durazzo

### Tweede Wereldoorlog
- 1939-1945 – Slag om de Atlantische Oceaan
- 1939 13 december – Vestzakslagschip Admiral Graf Spee zinkt na de Zeeslag bij de Río de la Plata.
- 1940 3 juli – Aanval op Mers-el-Kébir de Britse vloot vernietigt de Franse vloot
- 1940 1 november – Slag van Tarente – De Britse vloot valt de Italiaanse vloot aan die voor anker ligt in Tarente, wat de Japanners inspireert tot Pearl Harbor.
- 1941 27 maart – 29 maart – Slag bij Kaap Matapan
- 1941 24-27 mei – Zeeslag in de Straat Denemarken met daarna vernietiging van de Bismarck

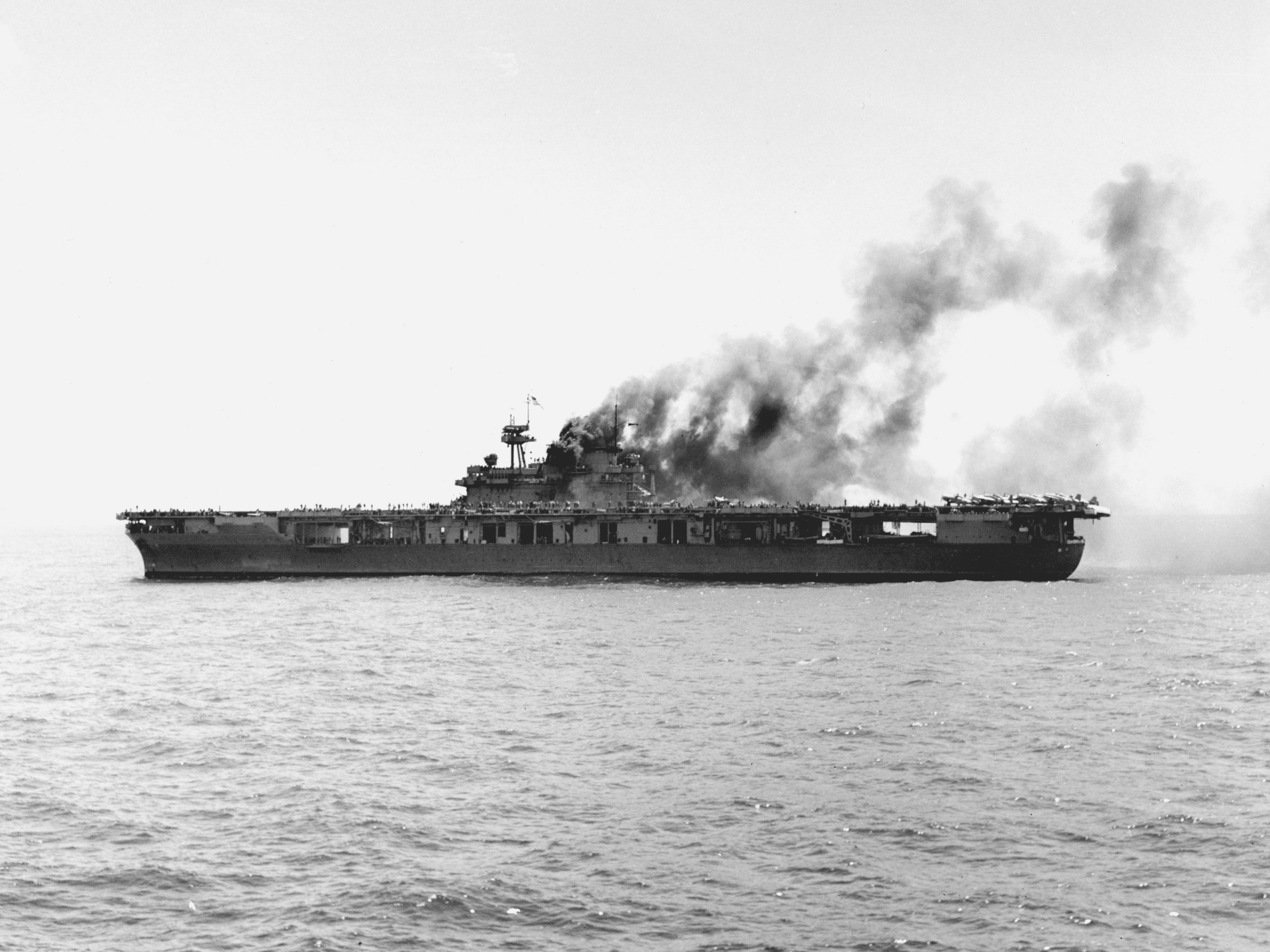
Vliegdekschip USS Yorktown (CV-5) staat in brand na de eerste Japanse vliegtuigaanval bij Midway

- 1941 7 december – Aanval op Pearl Harbor – Veel Amerikaanse slagschepen worden door de Japanse vliegtuigen in de haven tot zinken gebracht, maar de vliegdekschepen zijn buitengaats en worden gespaard.
- 1941 13 december – Slag bij Kaap Bon – vier geallieerde torpedoboten vallen twee Italiaanse lichte kruisers aan bij Kaap Bon
- 1942 27-28 februari – Slag in de Javazee – De ABDA-vloot onder leiding van schout-bij-nacht Karel Doorman gaat ten onder tegen de Japanse vloot.
- 1942 8 mei – Slag in de Koraalzee – De eerste tegenslag voor de Japanse marine.
- 1942 4-5 juni – Slag bij Midway – Het keerpunt in de oorlog in de Stille Oceaan – Met drie vliegdekschepen brengt de United States Navy alle 4 vliegdekschepen van de Japanse vloot tot zinken
- 1942 9 augustus – Zeeslag bij het eiland Savo
- 1942 24-25 augustus Zeeslag bij de Oostelijke Salomonseilanden
- 1942 25-27 oktober – Zeeslag bij de Santa Cruzeilanden de Japanners kelderen vliegdekschip Hornet, maar verliezen 99 vliegtuigen
- 1942 11 november – Zeeslag in de Indische Oceaan tussen de Ondina, Bengal, Hokoku Maru en Aikoku Maru
- 1942 31 december – Zeeslag in de Barentszzee
- 1943 26 december – Zeeslag bij de Noordkaap
- 1944 19-20 juni – Slag in de Filipijnenzee – grootste slag tussen vliegdekschepen
- 1944 23-26 oktober – Slag in de Golf van Leyte – De grootste zeeslag ooit[1]

### Na de Tweede Wereldoorlog
- 1962 15 januari – Slag bij Vlakke Hoek
- 1982 – Falklandoorlog – Britse onderzeeboot brengt de Argentijnse kruiser ARA General Belgrano tot zinken. Argentijnse vliegtuigen schieten Exocetraket in torpedobootjager HMS Sheffield en andere Britse schepen